# ティーンエージ ミュータント ニンジャ タートルズ (ゲームボーイ)
『ティーンエージ ミュータント ニンジャ タートルズ』（Teenage Mutant Ninja Turtles）はコナミから1990年8月3日に発売されたコンピュータゲーム。『ティーンエイジ・ミュータント・ニンジャ・タートルズ』（T.M.N.T.）を原作にしたサイドビューのアクションゲーム。対応プラットフォームはゲームボーイ。
北米版のタイトルは『Teenage Mutant Ninja Turtles: Fall of The Foot Clan』（ティーンエージ ミュータント ニンジャ タートルズ フォール オブ ザ フットクラン）、欧州版はNinjaがHeroに変更された『Teenage Mutant Hero Turtles: Fall of The Foot Clan』。

## ゲーム内容
突然変異で人間のような姿のヒーローとなった忍術を使う十代のタートルズを操作し、さらわれたエイプリルを救出するためにフット団と戦うアクションゲーム。
タイトル画面でボタンを押すと、まずConfiguration（コンフィグレイション）画面になり、使用するボタンの設定と開始ステージを選択できる。ただし、ステージ1以外からスタートした場合は真のエンディングデモは見られない。プレイヤーセレクトで4人のタートルズから使用する1人を選択するとゲームスタートとなる。
2つのボタンはジャンプと攻撃を行うことができる。武器はキャラクターによって違うが、ジャンプ攻撃と十字キーの下を押しながら攻撃の手裏剣は共通。各ステージの最後にはボスがおり、倒すとステージクリア。ステージクリアするとライフが回復、クリアデモが表示され再びプレイヤーセレクトを行うと次のステージが開始する。全5ステージを通してクリアするとエンディングとなる。
ステージ中の特定の場所に入るとボーナス・ステージになる。ボーナス・ステージで条件を満たすとライフが最大まで回復する。
ライフが無くなると捕らえられ、別のタートルズを選択する。全てのタートルズが捕らえられるとゲームオーバー。ピザを食べるとライフが回復する。

## あらすじ
スプリンターという男は、かつてライバルだったシュレッダーに忍者道場を破門されてしまう。シュレッダーはスプリンターが邪魔になると考え、生体変換液「ミュータゲン」でネズミの姿に変えてしまう。しかし同時に彼の飼っていた4匹の亀もミュータゲンに触れていた。4匹の亀は人間並の知能と腕力を持つようになった。スプリンターは亀たちに忍術を教え、ティーンエージ ミュータント ニンジャ タートルズ（T.M.N.T.）という正義のヒーローとして育て上げた。
一方シュレッダーは道場を悪の犯罪組織に変え、宇宙人クラングと手を組み世界征服に乗り出した。タートルズの友人であるエイプリルがシュレッダーの手下に誘拐されてしまう。タートルズはエイプリルを救出するためシュレッダー達と戦う。

## 登場キャラクター

### タートルズと仲間
レオナルド (Leonardo)
タートルズのリーダー。武器は刀。
ラファエロ (Raphael)
タートルズのメンバー。武器はサイ。
ドナテルロ (Donatello)
タートルズのメンバー。武器は棒。
ミケランジェロ (Michaelangelo)
タートルズのメンバー。武器はヌンチャク。
スプリンター(Splinter)
タートルズの師匠。シュレッダーの陰謀でネズミの姿に変えられた。ボーナスステージで登場。
エイプリル (April O'Neil)
TVレポーター。タートルズの友人だがフット団にさらわれた。

### 敵キャラクター
ロックステディ (Rocksteady)
ステージ1のボス。サイの姿をしたミュータント。銃で攻撃してくる。
ビーボッフ (Bebop)
ステージ2のボス。イノシシの姿をしたミュータント。銃からリップルレーザーを発射して攻撃してくる。
バクスター・ストックマン (Baxter Stockman)
ステージ3のボス。ハエと融合したマッドサイエンティスト。空を飛んで弾を乱射してくる。
シュレッダー (Shredder)
ステージ4のボス。鎧に身を包んだフット団の首領。瞬間移動し、刀で攻撃してくる。
クラング (Krang)
ステージ5のボス。高い技術力を持つが体を失っており、体を造ってもらうことを条件にシュレッダーに協力している。テクノドロームに潜んでいる。